# Mad, Bad and Dangerous to Know
A Mad, Bad, and Dangerous to Know volt az első "igazi" The Cross-album. Itt tűnt fel, hogy ez egy együttes, nem pedig Roger Taylor szólókarrierje.

## Album dalai
1. Top Of The World Ma (The Cross) 2:33
2. Liar (Noone) 3:28
3. Closer To You (Edney) 3:13
4. Breakdown (Noone) 3:27
5. Penetration Guru (Moss) 3:44
6. Power To Love (Moss, Noone, Mcrae) 2:29
7. Sister Blue (Noone) 2:10
8. Foxey Lady  (Hendrix)
9. Better Things (Moss) 2:43
10. Passion For Trash (Mcrae)2:27
11. Old Men (Lay Down)(Taylor)
12. Final Destination (Taylor) 3:30

## Közreműködők
- Spike Edney: Mandolin, Billentyűsök, Háttérvokál
- Josh MacRae: Ütőshangszerek, Dob, Vokál
- Clayton Moss: Gitár, Vokál
- Peter Noone: Basszusgitár, Háttérvokál
- Justin Shirley-Smith: Producer
- Roger Taylor: Gitár, Vokál